# لاري سنايدر
لاري سنايدر (بالإنجليزية: Larry Snyder)‏ هو فارس أمريكي، ولد في 29 يونيو 1942 في توليدو في الولايات المتحدة، وتوفي في 29 أكتوبر 2018 في هت سبرينغز في الولايات المتحدة بسبب سرطان.